# Vallecito
Vallecito és una concentració de població designada pel cens dels Estats Units a l'estat de Califòrnia. Segons el cens del 2000 tenia 427 habitants.

## Demografia
Segons el cens del 2000, Vallecito tenia 427 habitants, 183 habitatges, i 120 famílies. La densitat de població era de 19,2 habitants/km².
Dels 183 habitatges en un 26,8% hi vivien nens de menys de 18 anys, en un 54,1% hi vivien parelles casades, en un 8,7% dones solteres, i en un 34,4% no eren unitats familiars. En el 26,2% dels habitatges hi vivien persones soles el 9,3% de les quals corresponia a persones de 65 anys o més que vivien soles. El nombre mitjà de persones vivint en cada habitatge era de 2,33 i el nombre mitjà de persones que vivien en cada família era de 2,83.
Per edats la població es repartia de la següent manera: un 22,2% tenia menys de 18 anys, un 5,6% entre 18 i 24, un 25,8% entre 25 i 44, un 32,8% de 45 a 60 i un 13,6% 65 anys o més.
L'edat mediana era de 44 anys. Per cada 100 dones de 18 o més anys hi havia 97,6 homes.
La renda mediana per habitatge era de 36.875 $ i la renda mediana per família de 32.917 $. Els homes tenien una renda mediana de 46.250 $ mentre que les dones 37.917 $. La renda per capita de la població era de 18.779 $. Entorn de l'11,6% de les famílies i el 16,6% de la població estaven per davall del llindar de pobresa.

## Poblacions més properes
El següent diagrama mostra les poblacions més properes.